# Медзе
Медзе (пол. Miedze) — село в Польщі, у гміні Варта Серадзького повіту Лодзинського воєводства.
Населення — 126 осіб (2011).
У 1975-1998 роках село належало до Серадзького воєводства.

## Демографія
Демографічна структура станом на 31 березня 2011 року:
|          | Загалом | Допрацездатний вік | Працездатний вік | Постпрацездатний вік |
| -------- | ------- | ------------------ | ---------------- | -------------------- |
| Чоловіки | 63      | 17                 | 32               | 14                   |
| Жінки    | 63      | 11                 | 29               | 23                   |
| Разом    | 126     | 28                 | 61               | 37                   |